# Sonate pour piano no 5 de Scriabine
Pour les articles homonymes, voir Sonate pour piano (homonymie).
La 5e sonate op. 53 est une sonate du pianiste et compositeur russe Alexandre Scriabine. Composée peu après son poème de l'extase en 1907, la 5e sonate ne comporte qu'un seul mouvement. Son exécution dure à peu près dix minutes. Scriabine rompt définitivement avec la forme classique de la sonate, et se trouve aux frontières de l'atonalisme, mettant en avant les harmonies, les couleurs et le rythme. Les glissements chromatiques, les envols, la frénésie sont très caractéristiques de Scriabine. L'œuvre est créée le 18 novembre 1908 à Moscou par le pianiste Mark Meitschik.

## Composition
Scriabine inclut à sa 5e sonate un épigraphe extrait de son Poème de l'Extase :
- Texte original (russe)

Я к жизни призываю вас, скрытые стремленья!
Вы, утонувшие в темных глубинах
Духа творящего, вы, боязливые
Жизни зародыши, вам дерзновенье приношу!
- Traduction française

Je vous appelle à la vie, ô forces mystérieuses !
Noyées dans les obscures profondeurs
De l’esprit créateur, craintives
Ébauches de vie, à vous j’apporte l’audace !
- Traduction anglaise

I call you to life, oh mysterious forces!
Drowned in the obscure depths
Of the creative spirit, timid
Shadows of life, to you I bring audacity!

## Analyse de l'œuvre
| Section       | Subdivision   | Extrait | Mes.    | Description |
| ------------- | ------------- | ------- | ------- | --- |
| Introduction  | 1             |         | 1-12    | La première partie consiste en un thème agité. Un do bécarre en trille est progressivement rompu par de courts motifs en quintolets de triples croches qui émergent progressivement jusqu'à écraser le trille et terminer cette introduction dans une montée endiablée. |
| Introduction  | 2             |         | 13-46   | Suit un second thème mesure 13, marqué languido. |
| Exposition    | Premier thème |         | 47-95   | Le premier thème, exposé mes. 47, est marqué presto con allegrezza. Il est en fa dièse majeur et est de forme binaire. |
| Exposition    | Transition    |         | 96-119  | La transition commence mes. 96 et consiste en des motifs de deux mesures. |
| Exposition    | Second thème  |         | 120-139 | Le second thème débute mesure 120. Marqué meno mosso, il est en si bémol majeur et de forme binaire. |
| Exposition    | Codetta       |         | 140-165 | La codetta commence mes. 140, interrompant alors le second thème. Il consiste en trois motifs : d'abord, un motif de 2 mesures marqué allegro fantastico, suivi par une idée plus longue, presto tumultuoso esaltato.                                                   |
| Développement | 1             |         | 166-184 | Le développement commence mes. 166 en présentant 17 mesures du thème languido transposé. |
| Développement | 2             |         | 185-226 | |
| Développement | 3             |         | 227-270 | La prochaine section dérive du matériel de la coda et de l’Introduction. D’abord, le presto tumultuoso esaltato figure. Le thème formé de trilles apparaît brièvement(mm.247-250). Ensuite, le thème ayant été marqué languido est joué de façon espiègle (mm.251 ff.). |
| Développement | 4             |         | 271-288 | À la m. 271, des motifs du thème meno mosso reviennent. Il est d'abord montré partiellement à deux reprises. Ils sont interrompus deux fois par le thème allegro fantstico .                                                                                            |
| Développement | 5             |         | 289-312 | |
| Développement | 6             |         | 313-329 | |
| Conclusion    |               |         | 329-400 | L'exposition (seconde moitié du premier thème, transition, second thème) est répété note par note et transposé une quinte plus bas. |
| Coda          |               |         | 401-457 | |

## Discographie
Il s'agit de la sonate de Scriabine la plus enregistrée. Le pianiste russe Sviatoslav Richter dit qu'il s'agit d'une des œuvres les plus difficiles du répertoire avec la Valse-Mephisto n°1 de Liszt.
Parmi les nombreux pianistes ayant enregistré cette sonate : Alexei Sultanov, Vladimir Ashkenazy, Vladimir Horowitz, Sviatoslav Richter, Vladimir Sofronitsky, Michael Ponti, Samuil Feinberg, Glenn Gould, Marc-André Hamelin, Bernd Glemser, Igor Joukov...